# Benjamin Coakwell
Benjamin Coakwell –conocido como Ben Coakwell– (Regina, 25 de junio de 1987) es un deportista canadiense que compite en bobsleigh en la modalidad cuádruple.
Participó en tres Juegos Olímpicos de Invierno, entre los años 2014 y 2022, obteniendo una medalla de bronce en Pekín 2022, en la prueba cuádruple (junto con Justin Kripps, Ryan Sommer y Cameron Stones).
Ganó una medalla de bronce en el Campeonato Mundial de Bobsleigh de 2019, en la prueba cuádruple.

## Palmarés internacional
| Juegos Olímpicos   | Juegos Olímpicos  | Juegos Olímpicos  | Juegos Olímpicos |
| Año                | Lugar             | Medalla           | Prueba           |
| ------------------ | ----------------- | ----------------- | ---------------- |
| 2022               | Pekín (China)     | Medalla de bronce | Cuádruple        |
| Campeonato Mundial |                   |                   |                  |
| Año                | Lugar             | Medalla           | Prueba           |
| 2019               | Whistler (Canadá) | Medalla de bronce | Cuádruple        |